# Episodi di Dallas (serie televisiva 1978) (sesta stagione)
Questa voce contiene trame, dettagli e crediti dei registi e degli sceneggiatori della sesta stagione della serie televisiva Dallas.
Negli Stati Uniti d'America, è stata trasmessa per la prima volta dalla CBS dal 1º ottobre 1982 al 6 maggio 1983, posizionandosi al 2º posto nei rating Nielsen di fine anno con il 24,6% di penetrazione e con una media superiore ai 20 milioni di spettatori.
In Italia la messa in onda della stagione era in programma su Canale 5 a partire dal 22 marzo 1983, ma a causa di uno sciopero dei doppiatori la trasmissione saltò. La serie riprese le sue trasmissioni regolari a partire da martedì 19 aprile 1983.
Secondo un'indagine Istel (Indagine Sull'ascolto delle Televisioni) del 10 maggio 1983, la prima parte della stagione fu seguita da una media di più di 13 milioni di spettatori.
- Il cliffhanger di fine stagione

Sue Ellen, ubriaca, ha un incidente automobilistico vicino a Southfork Ranch mentre è con il cugino di Ray, Mickey Trotter. La donna ne esce indenne, ma Mickey resta paralizzato e in coma. Dopo aver scoperto che alla guida dell'altra auto c'era Walt Driscoll (che aveva intenzione di uccidere J.R.), Ray va da quest'ultimo per affrontarlo. Durante la discussione, i due hanno una colluttazione. Un candelabro cade e inizia un incendio. J.R allora cerca di salvare la moglie (di nuovo ubriaca) e il figlio. Sfortunatamente, l'uomo viene colpito da una trave mentre Southfork va totalmente a fuoco.

Risoluzione: J.R. riesce a salvare John Ross e insieme saltano da una finestra nella piscina sottostante. Bobby salva Sue Ellen. Mickey si sveglia dal coma ma, scoraggiato dalla sua paralisi, peggiora e cade di nuovo in coma. Ray allora stacca i macchinari che lo tengono in vita. Per questo motivo verrà accusato di omicidio, ma la sentenza verrà sospesa.

Scene da un matrimonio.
Dal decimo episodio, Un nuovo matrimonio.

| nº | Titolo originale                         | Titolo italiano                    | Prima TV USA     | Prima TV Italia  |
| -- | ---------------------------------------- | ---------------------------------- | ---------------- | ---------------- |
| 1  | Changing of the Guard                    | Il cambio della guardia            | 1º ottobre 1982  | 19 aprile 1983   |
| 2  | Where There's a Will                     | Il testamento                      | 8 ottobre 1982   | 19 aprile 1983   |
| 3  | Billion Dollar Question                  | Il codicillo                       | 15 ottobre 1982  | 20 aprile 1983   |
| 4  | The Big Ball                             | Il grande ballo                    | 22 ottobre 1982  | 26 aprile 1983   |
| 5  | Jock's Will                              | Le volontà di Jock                 | 29 ottobre 1982  | 27 aprile 1983   |
| 6  | Aftermath                                | Le conseguenze                     | 5 novembre 1982  |                  |
| 7  | Hit and Run                              | Toccata e fuga                     | 12 novembre 1982 | 4 maggio 1983    |
| 8  | The Ewing Touch                          | La scalata                         | 19 novembre 1982 | 10 maggio 1983   |
| 9  | Fringe Benefits                          | La raffineria                      | 26 novembre 1982 | 11 maggio 1983   |
| 10 | The Wedding                              | Un nuovo matrimonio                | 3 dicembre 1982  | 17 maggio 1983   |
| 11 | Post Nuptial                             | Luna di miele per Sue Ellen        | 10 dicembre 1982 | 18 maggio 1983   |
| 12 | Barbecue Three                           | Barbecue tre                       | 17 dicembre 1982 | 24 maggio 1983   |
| 13 | Mama Dearest                             | La cara signora Ellie              | 31 dicembre 1982 | 25 maggio 1983   |
| 14 | The Ewing Blues                          | Tempesta in casa Ewing             | 7 gennaio 1983   | 11 ottobre 1983  |
| 15 | The Reckoning                            | Il testamento impugnato            | 14 gennaio 1983  | 12 ottobre 1983  |
| 16 | A Ewing Is a Ewing                       | Uno Ewing è uno Ewing              | 28 gennaio 1983  |                  |
| 17 | Crash of '83                             | Mai dire mai                       | 4 febbraio 1983  |                  |
| 18 | Requiem                                  | Requiem                            | 11 febbraio 1983 | 25 ottobre 1983  |
| 19 | Legacy                                   | L'eredità                          | 18 febbraio 1983 |                  |
| 20 | Brothers and Sisters                     | Fratelli e sorelle                 | 25 febbraio 1983 |                  |
| 21 | Caribbean Connection                     | Intrigo ai Caraibi                 | 4 marzo 1983     | 2 novembre 1983  |
| 22 | The Sting                                | La stangata                        | 11 marzo 1983    |                  |
| 23 | Hell Hath No Fury                        | Fuoco sotto alle ceneri            | 18 marzo 1983    |                  |
| 24 | Cuba Libre                               | Viaggio a Cuba                     | 25 marzo 1983    |                  |
| 25 | Tangled Web                              | Ragnatela o Ritorno a casa         | 1º aprile 1983   |                  |
| 26 | Things Ain't Goin' Too Good at Southfork | L'incidente                        | 15 aprile 1983   | 22 novembre 1983 |
| 27 | Penultimate                              | Penultimo atto                     | 29 aprile 1983   | 23 novembre 1983 |
| 28 | Ewing Inferno                            | Inferno in casa Ewing o L'incendio | 6 maggio 1983    |                  |

- Cast regolare[27]:
Barbara Bel Geddes (Miss Ellie Ewing)
Patrick Duffy (Bobby Ewing)
Linda Gray (Sue Ellen Ewing)
Larry Hagman (J.R. Ewing)
Susan Howard (Donna Culver)
Steve Kanaly (Ray Krebbs)
Ken Kercheval (Cliff Barnes)
Victoria Principal (Pamela Barnes Ewing)
Charlene Tilton (Lucy Ewing)

- Cast ricorrente:
John Beck (Mark Graison) – episodi 14/16, 18/25, 27, 28
Morgan Brittany (Katherine Wentworth) – episodi 18/26, 28
Howard Keel (Clayton Farlow) – episodi 1/4, 6, 8, 10/13, 15/28
Audrey Landers (Afton Cooper) – eccetto episodi 20 e 27
Priscilla Pointer (Rebecca Barnes Wentworth) – episodi 1/18
- Guest star:
Lois Chiles (Holly Harwood) – episodi 1, 3, 4, 6, 8, 10/14, 16, 18/28
Timothy Patrick Murphy (Mickey Trotter) – episodi 4/8, 10/14, 16, 17, 19/24, 26/28

## Il cambio della guardia
- Titolo originale: Changing of the Guard
- Diretto da: Michael Preece
- Scritto da: Arthur Bernard Lewis

### Trama
Come promesso a Rebecca Barnes, Miss Ellie toglie la presidenza della Ewing Oil a J.R. e la passa a Bobby. Bobby mostra a J.R. i documenti che provano che Christopher non è suo figlio ma figlio di Farraday. Holly Harwood, giovane erede di una compagnia petrolifera, la Harwood Oil, propone a J.R. di aiutarla a dirigere la sua compagnia. L'uomo accetta in cambio del 25% delle azioni. Intanto Cliff esce dal coma. Sue Ellen non è più molto convinta di voler risposare J.R. Lucy scopre di essere incinta.
- Altri interpreti: Tyler Banks (John Ross Ewing III), William H. Bassett (Dr. Hollister), Roseanna Christiansen (Teresa), Karlene Crockett (Muriel), Eric Farlow (Christopher Ewing), Fern Fitzgerald (Marilee Stone), Phyllis Flax (Mrs. Chambers), Debbie Rennard (Sly), Danone Simpson (Kendall), Don Starr (Jordan Lee), Deborah Tranelli (Phyllis)

## Il testamento
- Titolo originale: Where There's a Wil
- Diretto da: Leonard Katzman
- Scritto da: Leonard Katzman

### Trama
J.R. fa in modo che Serena - una delle sue tante amanti - seduca John Baxter, avvocato, collaboratore e genero di Harv Smithfield, così da ricattarlo e obbligarlo a sottrarre il testamento di Jock dallo studio di Harv per poterlo leggere prima che venga reso pubblico. Prima di recarsi per qualche giorno al Southern Cross Ranch di Clayton, Sue Ellen invita a pranzo Afton per rassicurarla sul fatto di non essere innamorata di Cliff. Uscito dall'ospedale, Cliff riceve un'allettante proposta di lavoro da parte di Marilee Stone, che include anche la vendetta su J.R. Lucy confida a Pamela di essere incinta di Roger e di voler abortire. Punk Anderson e sua moglie Mavis cercano di convincere Ellie ad andare con loro al ballo annuale della Oil Baron.
- Guest Star: Stephanie Blackmore (Serena), Paul Carr, Alice Hirson (Mavis Anderson), Fern Fitzgerald (Marilee Stone), Charles Napier (Carl Daggett), George O. Petrie (Harv Smithfield), Robin Strand (John Baxter), Morgan Woodward (Punk Anderson)
- Altri interpreti: Maria Melendez, Joseph Miller, Debbie Rennard (Sly), Kimberly Ross, Michelle Rusheene, Danone Simpson (Kendall), Deborah Tranelli (Phyllis), Debbie Sue Voorhees, Aarika Wells (Millie Laverne), Jim Weston

## Il codicillo
- Titolo originale: Billion Dollar Question
- Diretto da: Michael Preece
- Scritto da: Arthur Bernard Lewis

### Trama
Dopo aver letto il testamento di Jock, J.R. fa pressione sull'avvocato Harv affinché venga reso pubblico, ma Harv gli conferma che prima Jock deve essere dichiarato legalmente morto. Ellie riceve un invito formale per il Ballo della Oil Baron. Pamela accompagna Lucy dal dottor Grovner per un controllo. Questi cerca di farla riflettere su un eventuale aborto, ma la ragazza è irremovibile. Ray propone a Donna di non spedire il suo nuovo libro su Sam Culver al suo editore, ma di portarlo di persona a New York con lui al suo fianco. Rebecca vuole ridare il vecchio posto da dirigente alla Wentoworth a Cliff, ma - per ripicca - questi le dice di aver deciso di accettare l'offerta di Marilee Stone come vicepresidente nel settore operativo della sua azienda. J.R. convince Nelson Harding, suo amico e funzionario del fisco, ad andare da Bobby e fare pressione affinché gli Ewing si affrettino a dichiarare Jock morto, se non vogliono incappare in sanzioni e ulteriori tassazioni da parte del governo. L'avvocato degli Ewing avverte Bobby che Harding è un osso duro, e che l'unico modo per toglierlo di mezzo è risolvere la questione della morte di Jock. Cliff incontra Marilee e le comunica che accetta la sua proposta ma che non ha nessuna intenzione di mettersi di nuovo contro J.R. Miss Ellie accetta di andare al Ballo della Oil Baron, ma vuole che tutta la famiglia l'accompagni. J.R. è molto insistente riguardo alla dichiarazione di morte di Jock, e Bobby comincia a sospettare che dietro a Harding ci sia la sua mano. Ray riceve una telefonata da sua zia Lily che gli comunica che il suo patrigno Amos è morto. L'uomo decide di andare al suo funerale, e Donna rinuncia al loro viaggio a New York per accompagnare suo marito. J.R va a trovare Sue Ellen al ranch di Farlow e la invita al Ballo dell'Oil Baron. La donna accetta.
- Guest Star: Fern Fitzgerald (Marilee Stone), Alice Hirson (Mavis Anderson), Dennis Lipscomb (Nelson Harding), Frank Marth (Dr. Grovner), George O. Petrie (Harv Smithfield), Kate Reid (Lil Trotter)
- Altri interpreti: Jeanne Anderson, Tyler Banks (John Ross Ewing III), Robert Chapman, Roseanna Christiansen (Teresa), Charles Escamilla, Esther McCarroll, Karen Radcliff, John Walker, Lacy Wayne

## Il grande ballo
- Titolo originale: The Big Ball
- Diretto da: Leonard Katzman
- Scritto da: Leonard Katzman

### Trama
Dopo una visita di Dusty con la sua nuova moglie al Southern Cross, Sue Ellen decide di lasciare il ranch dei Farlow. Ray e Donna vanno in Kansas al funerale del Amos e qui incontrano Mickey Trotter, giovane cugino di Ray. Al Ballo della Oil Baron, Miss Ellie incontra Frank Crutcher mentre Pamela scopre che sua madre sta frequentando Clayton. Dopo il Ballo, Ellie decide di dichiarare Jock legalmente morto.
- Altri interpreti: Melody Anderson (Linda Farlow), Roseanna Christiansen (Teresa), Fern Fitzgerald (Marilee Stone), Alice Hirson (Mavis Anderson), Jared Martin (Dusty Farlow), Kate Reid (Lil Trotter), Dale Robertson (Frank Crutcher), Don Starr (Jordan Lee), Morgan Woodward (Punk Anderson)

## Le volontà di Jock
- Titolo originale: Jock's Will
- Diretto da: Michael Preece
- Scritto da: David Paulsen

### Trama
Miss Ellie discute la procedura per dichiarare Jock legalmente morto con l'avvocato di famiglia. Rebecca minaccia di distruggere gli Ewing una volta per tutte e Pamela è combattuta tra l'amore per Bobby e quello per sua madre. Ray e Donna tornano a Southfork dal Kansas e portano Mickey con loro. Gli Ewing si riuniscono per la lettura del testamento di Jock: l'uomo vuole che J.R. e Bobby lavorino fianco a fianco alla Ewing Oil e colui che avrà ottenuto maggiori successi per la Compagnia nell'arco di un anno avrà il controllo dell'azienda di famiglia.
- Altri interpreti: Robert Ackerman (Wade Luce), Tyler Banks (John Ross Ewing III), Roseanna Christiansen (Teresa), George Cooper (Lee Evans), Phyllis Flax (Mrs. Chambers), Alice Hirson (Mavis Anderson), Peter Hobbs (Giudice Karns), Kenneth Kimmins (Thornton McLeish), George O. Petrie (Harv Smithfield), Kate Reid (Lil Trotter), Dale Robertson (Frank Crutcher), Ted Shackelford (Gary Ewing), Don Starr (Jordan Lee), Morgan Woodward (Punk Anderson)

## Le conseguenze
- Titolo originale: Aftermath
- Diretto da: Leonard Katzman
- Scritto da: David Paulsen

### Trama
Le volontà di Jock, che mettono Bobby e J.R. l'uno contro l'altro per il controllo della Ewing Oil, preoccupano Miss Elli e Pam. Rebecca comunica a J.R. di non aver dimenticato tutto quello che ha fatto a suo figlio Cliff. Mentre Lucy decide di tornare a fare la modella, l'adozione di Christopher da parte di Bobby e Pamela diventa finalmente legale. Rebecca acquisisce il controllo di una compagnia petrolifera per Cliff. Intanto alla Ewing Oil, Bobby prende in considerazione un accordo con una compagnia di petrolio canadese, mentre J.R. prende la strada del ricatto nei confronti di un membro della Commissione della Gestione del Territorio.
- Altri interpreti: Robert Ackerman (Wade Luce), James L. Brown (Detective Harry McSween), Danone Camden (Kendall), Kenneth Kimmins (Thornton McLeish), J. Patrick McNamara (Jarrett McLeish), Paul Napier (Harold Boyd), George O. Petrie (Harv Smithfield), Ben Piazza (Walt Driscoll), Debbie Rennard (Sly), Deborah Tranelli (Phyllis), Ray Wise (Blair Sullivan), Morgan Woodward (Punk Anderson)

## Toccata e fuga
- Titolo originale: Hit and Run
- Diretto da: Michael Preece
- Scritto da: Howard Lakin

### Trama
Rebecca acquista la Wade Luce Oil, incorporandola nella Barnes-Wentoworth Oil e ne cede la presidenza a Cliff per farlo entrare nel Cartello e renderlo anche abbastanza forte e potente per combattere gli Ewing e la loro compagnia. Mentre J.R. continua la sua battaglia contro Bobby per ottenere il possesso della Ewing Oil, l'uomo organizza un incidente con omissione di soccorso nel quale coinvolge Carol, moglie di Walt Driscoll. In questo modo, J.R. offre all'uomo il suo aiuto per poter tirare la donna fuori dai guai. Miss Ellie accetta un invito a pranzo da parte di Frank Crutcher, ma è imbarazzata dall'idea di uscire con un uomo che non sia Jock. Lucy riprende il suo lavoro da modella, ma la ragazza è scossa dalla telefonata del suo avvocato che la informa che i documenti per il divorzio da Mitch sono pronti. Per evitare che gli Ewing e i Barnes si facciano la guerra, attraverso le loro compagnie, Pamela decide di parlare con sua madre, ma Rebecca non è disposta a perdonare J.R. Cliff convince gli altri componenti del Cartello a non trattare con la Ewing Oil per nessuna ragione. Dave Culver invita Donna a presentare il suo nuovo libro a un meeting politico, e la donna accetta quando Ray acconsente ad accompagnarla. Sia Bobby che Cliff ricevono un'offerta di greggio a basso prezzo da parte di un'azienda canadese. Nonostante Bobby sia dubbioso, l'uomo accetta l'offerta.
- Special Guest Star: Nicholas Hammond (Bill Johnson), Dale Robertson (Frank Crutcher)
- Guest Star: Paul Carr (Ted Prince), Fern Fitzgerald (Marilee Stone), Tom Fuccello (Senatore Dave Culver), Fay Hauser (Annie), Kenneth Kimmins (Thornton McLeish), John Larroquette (Phillip Colton), J. Patrick McNamara (Jarrett McLeish), George O. Petrie (Harv Smithfield), Ben Piazza (Walt Driscoll), Martha Smith (Carol Driscoll), Don Starr (Jordan Lee), Ray Wise (Blair Sullivan), Morgan Woodward (Punk Anderson)
- Altri interpreti: Donald Bishop, John Bliss, James Brown (Detective Harry McSween), Robert Clarke, Roseanna Christiansen (Teresa), Donald Craig, Gary E. Daniel, Glenn Davis, Bob Herron, Pam Lauffer, J. David Moeller, Debbie Rennard (Sly), Paul Sorensen (Andy Bradley), Deborah Tranelli (Phyllis), John Walker, Jim Weston

## La scalata
- Titolo originale: The Ewing Touch
- Diretto da: Leonard Katzman
- Scritto da: Howard Lakin

### Trama
J.R. approfitta del "debito" che Walt Driscoll ha con lui per chiedergli la quota extra che gli permetterrebbe di estrarre maggiore petrolio dai pozzi della Ewing Oil che sono sotto il suo controllo. Cliff, dopo varie indagini, è pronto ad accettare l'offerta dei canadesi McLeish per ottenere il loro greggio, ma viene a sapere che l'offerta non è più valida perché già accettata da Bobby. Quando l'uomo scopre che il suo rivale è stato aiutato da Pamela, Cliff va su tutte le furie. Il tribunale per i minori finalmente legalizza l'adozione di Christopher da parte di Bobby e Pamela. Sue Ellen fa colazione con Clayton e consiglia all'uomo di lasciare il Southern Cross Ranch e trasferirsi a Dallas. In più, chiede all'uomo di accompagnarla all'altare il giorno del suo secondo matrimonio con J.R. Clayton accetta con piacere. Miss Ellie cerca di convincere Rebecca a deporre le armi, ma le due donne non trovano nessun punto d'accordo per evitare la guerra. J.R. acquista la compagnia petrolifera Petrolstate, utile all'uomo per poter tornare a essere l'unico proprietario della Ewing Oil. Miss Ellie avverte la famiglia che ha organizzato una cena con Punk e Mavis Anderson, e che ha invitato anche Frank Crutcher. Dopo la cena, Bobby confida a sua madre che gli è sembrato strano vederla con un altro uomo, ma Miss Ellie lo rassicura dicendogli che nessuno potrà mai prendere il posto di Jock e che Frank è solo un amico. Recatosi a Huston, Bobby scopre che l'ordine di alcuni pezzi di ricambio per far funzionare i pozzi sotto il suo controllo è stato disdetto da J.R. Questi intanto cerca di convincere Lois a non rinnovare i contratti di fornitura di grezzo per la sua raffineria. Poi chiede a Gil Thurman di vendergli la sua raffineria per riuscire a gestire il greggio extra che sta pompando dai suoi pozzi. Il tribunale concede il divorzio a Mitch e Lucy. Donna convince Miss Ellie ad accompagnarla a un meeting politico. Durante questo meeting, Miss Ellie scopre che Walt Driscoll ha concesso a J.R. la quota extra per l'estrazione del petrolio. Donna consiglia ai politici presenti di creare una nuova commissione, non corrotta, e Dave Culver propone proprio a lei la gestione.
- Special Guest Star: Nicholas Hammond (Bill Johnson), Dale Robertson (Frank Crutcher)
- Guest Star: John Carter (Carl Hardesty), Fern Fitzgerald (Marilee Stone), Tom Fuccello (Senatore Dave Culver), Fay Hauser (Annie), Alice Hirson (Mavis Anderson), Kenneth Kimmins (Thornton McLeish), John Larroquette (Phillip Colton), J. Patrick McNamara (Jarrett McLeish), Ben Piazza (Walt Driscoll), Albert Salmi (Gil Thurman), Don Starr (Jordan Lee), Morgan Woodward (Punk Anderson)
- Altri interpreti: Thomas W. Babson (Barry Archer), Tami Barber (Bev), Norman Bennett (Bud), Al Berry, Hal Bokar, Roseanna Christiansen (Teresa), Gary E. Daniel, Jordan Daniels, Glenn Davis, Mary Davis Duncan, Shanette Echols, Hal Fletcher, Morgan Jones, T.J. Kennedy, Richard Lockmiller, Josef Rainer (Runland), Debbie Rennard (Sly), Paul Sorensen (Andy Bradley), Hart Sprager, Harold Suggs (Giudice Thornby), Lucy Wayne, Ray Wise (Blair Sullivan)

## La raffineria
- Titolo originale: Fringe Benefits
- Diretto da: Michael Preece
- Scritto da: Will Lorin

### Trama
Per riuscire a convincere Gil Thurman a vendergli la sua raffineria, J.R. chiede a Sue Ellen di organizzare una cena nel suo appartamento e di usare il suo fascino per far capitolare l'uomo. Gil Thurman, intanto, conosce Afton al locale dove la ragazza si esibisce e le racconta dell'affare che sta per concludere con J.R. Frank Crutcher deve tornare a New York per affari e chiede ad Ellie di accompagnarlo. La donna rifiuta e gli dichiara che tra loro c'è solo amicizia. Dopo aver saputo da Afton dell'affare quasi concluso tra Thurman e J.R., Cliff convince il Cartello a fare un'offerta a Thurman per la sua raffineria. Sue Ellen e Pamela sono d'accordo nel cercare di evitare di farsi coinvolgere dalla guerra tra Bobby e J.R. Pamela, inoltre, prova a convincere sua madre ad andare a Southfork per fare visita a lei e Christopher, ma la donna non vuole perché non riesce a perdonare gli Ewing per le malefatte ai danni di Cliff. Punk Anderson, amministratore del patrimonio di Jock, rivela a Bobby che sia lui che l'intera comunità petrolifera sono allarmati per come J.R. sta gestendo la sua parte della Ewing Oil, soprattutto perché ha misteriosamente aumentato la produzione di petrolio dai suoi pozzi. Giunto a casa di Sue Ellen per la cena, Gil Thurman - ubriaco -  comincia a flirtare pesantemente con la donna. Sue Ellen lo respinge, e Gil rifiuta di concludere l'affare con J.R. La donna quindi accusa il suo ex-marito di averla lasciata appositamente con l'uomo per i suoi interessi. Gil Thurman fa capire ad Afton che se accetta la sua corte, Cliff potrà avere la sua raffineria. Ellie confida a Ray di aver paura che la rivalità tra Bobby e J.R. possa mettere a repentaglio la pace in famiglia. Anche Pamela è preoccupata e, quando dice a Bobby di abbandonare tutto e di lasciare Southfork con lei e Christopher, i due hanno un litigio. Quando Gil Thurman concede la sua raffineria a Cliff, questi fa visita a J.R. per informarlo della sua vittoria.
- Special Guest Star: Dale Robertson (Frank Crutcher)
- Guest Star: Jack Collins (Russell Slater), Fern Fitzgerald (Marilee Stone), Kenneth Kimmins (Thornton McLeish), Michael Prince (John Macklin), Albert Salmi (Gil Thurman), Don Starr (Jordan Lee), Morgan Woodward (Punk Anderson)
- Altri interpreti: Ann Burk, Rodger Boyce, Dan Patterson, Carol Sanchez, Paul Sorensen (Andy Bradley)

## Un nuovo matrimonio
- Titolo originale: The Wedding
- Diretto da: Leonard Katzman
- Scritto da: Will Lorin

### Trama
Clayton arriva a Southfork Ranch per le prove del matrimonio tra J.R. e Sue Ellen. In quel frangente, J.R. afferma a sorpresa che ha scelto Bobby come testimone. J.R. avverte Holly che vuole vendere una sua società alla Petrol State perché sta intaccando il capitale della Harwood Oil. Jordan Lee informa Bobby che J.R. sta rovinando la reputazione della Ewing Oil perché non sta rispettando le "quote riserva" estraendo greggio in eccesso e aggiunge che tra i petrolieri gira la voce che J.R. vincerà la sua battaglia contro Bobby. Mickey chiede informazioni su Lucy a Ray, ma quest'ultimo lo avverte di non ronzarle intorno. Sam Culver informa Donna che, grazie al suo intervento, è riuscito a creare una Commissione per l'Energia del Texas per contrastare J.R. dopo che questi ha corrotto l'Ufficio Suoli. Quando Punk Anderson chiede a J.R. perché sta estraendo così tanto petrolio, questi gli dice che il suo scopo è di produrre in un anno profitti tali che Bobby non otterrebbe in dieci. Punk lo avverte che se non gioca secondo le regole gli impedirà di diventrare il proprietario unico della Ewing Oil. Clayton e Miss Ellie escono fuori a cena, e Rebecca - nello stesso ristorante con Cliff - rimane turbata quando vede Clayton prendere la mano della donna. Sam informa Donna che il varo della Commissione è in difficoltà per via di un pareggio nelle votazioni e per l'astensione di 5 votanti. L'unico modo per sbloccare la situazione è quella di far entrare nella Commissione qualcuno con una notevole reputazione morale e tutti sono d'accordo nel proporre il posto a Donna. Lucy informa Ellie che non ha intenzione di partecipare al matrimonio di J.R. e Sue Ellen perché non vuole vedere di nuovo Sue Ellen mettersi nei guai con suo zio. Dopo aver avuto i preoccupanti rapporti da parte di geologi e commercialisti riguardo all'estrazione di greggio da parte di J.R., Bobby affronta suo fratello durante un cocktail in famiglia. Ellie cerca di sedare la discussione ma Bobby la avverte che J.R. sta portando la Ewing Oil verso la rovina. Donna dice a Ellie che le è stato proposto un ruolo importante all'interno della Commissione per l'Energia, e questo significa che sarà in prima linea per mettere J.R. in ginocchio. Miss Ellie le dice di fare ciò che ritiene giusto, anche se questo significa annientare suo figlio. J.R. invita al matrimonio anche Cliff che alla fatidica frase: parli adesso o taccia per sempre si alza in piedi lasciando tutti con il fiato sospeso.
- Altri interpreti: Tyler Banks (John Ross Ewing III), Tom Fuccello (Senatore Dave Culver), Alice Hirson (Mavis Anderson), Doug McGrath (Gentry), Danone Simpson (Kendall), Don Starr (Jordan Lee), Deborah Tranelli (Phyllis), Ray Wise (Blair Sullivan), Morgan Woodward (Punk Anderson)

## Luna di miele per Sue Ellen
- Titolo originale: Post Nuptial
- Diretto da: Michael Preece
- Scritto da: David Paulsen

### Trama
Il ricevimento di nozze di J.R. e Sue Ellen si trasforma in una rissa tra Cliff e J.R.. Bobby e il cartello petrolifero sospettano che J.R. stia vendendo petrolio a una nazione sottoposta ad embargo. Cliff e Rebecca uniscono il cartello in un piano per convincere tutti i proprietari della raffineria in Texas a non trattare con J.R.. Durante la loro luna di miele, Sue Ellen fa in modo che J.R. le faccia la promessa di "fedeltà totale". Holly confessa a Bobby che J.R. possiede il 25% della Harwood Oil. Pam consiglia a Lucy di cercare un professionista per farsi aiutare. Bobby affronta J.R. riguardo al suo coinvolgimento nella Harwood Oil.
- Altri interpreti: E.J. André (Eugene Bullock), Tyler Banks (John Ross Ewing III), Ivan Bonar (Perkins), Jon Cypher (Jones), Fern Fitzgerald (Marilee Stone), Tom Fuccello (Senatore Dave Culver), Gerry Gibson (Jimmy Otis), Nicholas Hammond (Bill Johnson), Alice Hirson (Mavis Anderson), Paul Sorensen (Andy Bradley), Don Starr (Jordan Lee), Deborah Tranelli (Phyllis), Morgan Woodward (Punk Anderson)

## Barbecue tre
- Titolo originale: Barbecue Three
- Diretto da: Leonard Katzman
- Scritto da: Arthur Bernard Lewis

### Trama
L'annuale barbecue di Ewing è teatro di un rabbioso confronto tra J.R. e un gruppo di petrolieri texani guidati da Cliff. Bobby intanto continua la sua indagine su dove J.R. sta vendendo il petrolio. Mickey chiede a Lucy un appuntamento, ma lei lo rifiuta. J.R. annuncia che sta aprendo una catena di distributori di benzina a tariffa ridotta che gli daranno enormi profitti. Bobby giura di "combattere sporco" proprio come J.R. per ottenere il controllo di Ewing Oil. La signorina Ellie si chiede se Jock abbia preso la decisione giusta dividendo la compagnia tra J.R. e Bobby. Dopo lo scontro al barbecue tra il cartello del petrolio e gli Ewings, Miss Ellie decide che è necessario intraprendere un'azione drastica.
- Altri interpreti: E.J. André (Eugene Bullock), Fern Fitzgerald (Marilee Stone), Alice Hirson (Mavis Anderson), James Karen (Elton Lawrence), Julio Medina (Henry Figueroa), Peyton E. Park (Larry), Debbie Rennard (Sly), Debra Lynn Rogers (Toni), Kirk Scott (Buchanan), Danone Simpson (Kendall), Arlen Dean Snyder (George Hicks), Don Starr (Jordan Lee), Deborah Tranelli (Phyllis), Morgan Woodward (Punk Anderson)

## La cara signora Ellie
- Titolo originale: Mama Dearest
- Diretto da: Patrick Duffy
- Scritto da: Arthur Bernard Lewis

### Trama
Bobby si schiera con riluttanza con J.R. quando la signorina Ellie minaccia un'azione legale per contestare la volontà di Jock. Cliff e il cartello discutono su come battere i prezzi ridotti della benzina di J.R. Pam decide di sostenere la signorina Ellie nella lotta per ribaltare la volontà di Jock. Bobby e J.R. dicono a Miss Ellie che si oppongono ai suoi piani. J.R. guadagna l'attenzione dei media con i suoi prezzi della benzina. Donna incontra la resistenza dei membri della commissione per l'energia quando cerca di ritirare la variante del petrolio di J.R. Cliff ignora il desiderio di matrimonio di Afton. Bobby affronta Pam sul suo schierarsi contro di lui per quanto riguarda la volontà di Jock.
- Altri interpreti: Paul Carr (Ted Prince), Karlene Crockett (Muriel Gillis), Bobbie Ferguson (Terri), James Karen (Elton Lawrence), Julio Medina (Henry Figueroa), Donald Moffat (Brooks Oliver), George O. Petrie (Harv Smithfield), Robert Pinkerton (Elliot), Debbie Rennard (Sly), Danone Simpson (Kendall), Arlen Dean Snyder (George Hicks), Paul Sorensen (Andy Bradley), Joan Staley (Ms. Stockwood), Don Starr (Jordan Lee), Deborah Tranelli (Phyllis), Morgan Woodward (Punk Anderson)

## Tempesta in casa Ewing
- Titolo originale: The Ewing Blues
- Diretto da: David Paulsen
- Scritto da: David Paulsen

### Trama
La signorina Ellie deve prendere una decisione difficile quando deve decidere se danneggiare la memoria di Jock o vedere la sua famiglia distrutta a causa della sua volontà. Pam sostiene la posizione determinata di Miss Ellie, che crea una frattura tra lei e Bobby. Trova un forte alleato in Mark Graison. J.R. e Sue Ellen si alienano ulteriormente quando vanno in televisione per difendere la posizione di J.R. nell'industria petrolifera e in Ewing Oil. Holly si rende conto che il suo accordo con J.R. ha messo la sua azienda in una posizione insostenibile e si rivolge a Bobby per un consiglio. Bobby deve a malincuore inimicarsi il cartello nel suo bisogno di battere J.R .. Lucy è segretamente divertita dalla sua faida con Mickey. Donna è scoraggiata quando la commissione per l'energia cede a J.R .. Ray le dà il supporto tanto necessario che porta al conflitto con J.R ..
- Altri interpreti: Tyler Banks (John Ross Ewing III), Roseanna Christiansen (Teresa), Lane Davies (Craig Gurney), Bobbie Ferguson (Terri), Fern Fitzgerald (Marilee Stone), Donald Moffat (Brooks Oliver), Scott Palmer (Farley Criswell), Robert Pinkerton (Elliot), John Reilly (Roy Ralston), Debbie Rennard (Sly), Danone Simpson (Kendall), Paul Sorensen (Andy Bradley), Don Starr (Jordan Lee), Deborah Tranelli (Phyllis)

## Il testamento impugnato
- Titolo originale: The Reckoning
- Diretto da: Bill Duke
- Scritto da: Will Lorin

### Trama
L'azione per ribaltare la volontà di Jock provoca un grande dolore emotivo per Miss Ellie, oltre a mettere in moto altre correnti sotterranee nella famiglia Ewing. Se l'ultimo testamento di Jock viene dichiarato non valido, uno precedente lascerà la Ewing Oil a Ellie, e Ray e Gary non riceveranno nulla. Ellie assicura a Ray che otterrà la sua parte di denaro, ma Ray dice che non accetterà questa forma di beneficenza. J.R. attacca Pam per aver interferito e chiede a Sue Ellen di cercare di convincere Pam a sostenere la posizione di Bobby contro sua madre. Sue Ellen scopre l'ovvia attrazione di Mark per Pam, e J.R. lo vede come un'arma da usare nella sua lotta con Bobby. Rebecca chiede a Cliff e al cartello di sospendere qualsiasi azione contro J.R. fino alla decisione del tribunale sulla volontà di Jock. Donna continua la sua lotta con la commissione petrolifera, consapevole che il risultato influenzerà i futures sulla benzina di J.R.
- Altri interpreti: Fred Carney (Giudice Howard Mantee), Roseanna Christiansen (Teresa), Fern Fitzgerald (Marilee Stone), Tom Fuccello (Senatore Dave Culver), Laurence Haddon (Franklin Horner), James Karen (Elton Lawrence), Julio Medina (Henry Figueroa), Donald Moffat (Brooks Oliver), George O. Petrie (Harv Smithfield), Arlen Dean Snyder (George Hicks), Paul Sorensen (Andy Bradley), Don Starr (Jordan Lee), Morgan Woodward (Punk Anderson)

## Uno Ewing è uno Ewing
- Titolo originale: A Ewing is a Ewing
- Diretto da: Larry Hagman
- Scritto da: Frank Furino

### Trama
All'indomani della sentenza della corte sul testamento di Jock, Miss Ellie fugge dalla tensione che c'è a Southfork con un viaggio a Galveston, dove si imbatte in Clayton, ancora furioso per com'è stata usata Sue Ellen da parte di J.R. per ottenere il suo greggio in eccesso raffinato. Intanto Cliff riesce a far penzolare una carota politica di fronte a J.R. per portarlo via da Dallas. Il cartello accetta le richieste di Bobby per la sua parte del campo di Wellington. Bobby scopre che il membro della commissione per l'energia George Hicks ha legami con J.R.. Holly che adesso ha capito chi è veramente J.R. Ewing lo minaccia per stabilire un nuovo rapporto di lavoro. Mark fa una visita a sorpresa a Pam nel suo studio.
- Altri interpreti: Robert Burleigh (Harry), April Clough (Wendy), Roseanna Christiansen (Teresa), John Dennis (Ned), Fern Fitzgerald (Marilee Stone), Paul Mantee (Generale Cochran), Charles Napier (Carl Daggett), Debbie Rennard (Sly), Arlen Dean Snyder (George Hicks), Don Starr (Jordan Lee), Deborah Tranelli (Phyllis)

## Mai dire mai
- Titolo originale: Crash of '83
- Diretto da: Bill Duke
- Scritto da: Howard Lakin

### Trama
Bobby è costretto a copiare suo fratello in uno sporco affare, cosa che gli fa rivoltare lo stomaco e disgusta Pam. Lo scopo di Bobby è convincere George Hicks a cambiare la sua posizione sulla varianza di J.R. con la commissione per l'energia. J.R. nega modestamente di avere aspirazioni politiche mentre cerca disperatamente una raffineria per continuare la produzione di benzina a basso costo che lo può rendere un eroe popolare. Rebecca giura di usare tutta l'influenza di Wentworth per impedirgli di acquisire una raffineria. Cliff scopre che Afton ha avuto una relazione con Bill Thurman. J.R. è arrabbiato per l'amicizia di sua madre con Clayton. Afton riceve alcune notizie scioccanti.
- Altri interpreti: Roseanna Christiansen (Teresa), April Clough (Wendy), Jack Collins (Russell Slater), Eric Farlow (Christopher Ewing), Kenneth Kimmins (Thornton McLeish), Charles Napier (Carl Daggett), Ben Piazza (Walt Driscoll), John Reilly (Roy Raltson), Albert Salmi (Gil Thurman), Arlen Dean Snyder (George Hicks)

## Requiem
- Titolo originale: Requiem
- Diretto da: Larry Hagman
- Scritto da: Linda Elstad

### Trama
Cliff si incolpa per lo schianto dell'aereo della compagnia Wentworth, che sua madre aveva preso come passeggero al suo posto. L'incidente di Rebecca è l'ultimo episodio causato indirettamente dalla guerra in corso tra Cliff e J.R .. Prima che Rebecca muoia, fa promettere a Pam di proteggere Cliff. Katherine vola per unirsi a Pam e Cliff per il funerale e si scaglia contro Cliff per aver lasciato che la madre combattesse le sue battaglie con gli Ewing. J.R. è sbalordito quando la commissione per l'energia revoca la sua variante per pompare petrolio e si mette rapidamente in contatto con Driscoll per stabilire un accordo petrolifero nei Caraibi. Holly cerca di usare la sentenza sulla variazione per forzare la mano di J.R. in sua compagnia, ma sottolinea che ora controlla Harwood Oil. A Southfork, Pam fa un annuncio scioccante a Bobby.
- Altri interpreti: Roseanna Christiansen (Teresa), Fern Fitzgerald (Marilee Stone), Tom Fuccello (Senatore Dave Culver), Alice Hirson (Mavis Anderson), Richard Kuss (Mike Hughes), Ryan MacDonald (Casey), Ben Piazza (Walt Driscoll), Debbie Rennard (Sly), Danone Simpson (Kendall), Arlen Dean Snyder (George Hicks), Paul Sorensen (Andy Bradley), Don Starr (Jordan Lee), Morgan Woodward (Punk Anderson)

## L'eredità
- Titolo originale: Legacy
- Diretto da: Patrick Duffy
- Scritto da: Robert Sherman

### Trama
Pam lascia Bobby e Southfork, per la gioia di J.R. e Katherine. J.R. vede la rottura di Bobby con Pam come un vantaggio per se stesso nella loro rivalità commerciale. Katherine ha le sue ragioni per interferire nella vita della sua sorellastra. Il testamento di Rebecca riserva delle sorprese quando viene letto, con Katherine che complotta di nuovo contro Cliff e Pam. Lucy salva Mickey da una rissa in un bar e iniziano a stringere un'amicizia. Donna e Ray sono sorpresi dall'atteggiamento del cartello nei confronti di Bobby. Clayton consiglia a Ellie di dimenticare i problemi familiari e andare avanti con la sua vita. Dice a Sue Ellen che vede delle qualità in Ellie che una volta pensava di vedere in lei. Un nervoso J.R. offre a Bobby un compromesso.
- Altri interpreti: Mary Armstrong (Louise), J.P. Bumstead (Horace), Karlene Crockett (Muriel Gillis), Michael Currie (Sam Reynolds), Fern Fitzgerald (Marilee Stone), Kenneth Kimmins (Thornton McLeish), Ben Piazza (Walt Driscoll), Debbie Rennard (Sly), Tom Rosqui (Teddy), Paul Sorensen (Andy Bradley), Don Starr (Jordan Lee), Bill Zuckert (Bill)

## Fratelli e sorelle
- Titolo originale: Brothers and Sisters
- Diretto da: Larry Hagman
- Scritto da: Will Lorin

### Trama
Bobby e Pam sono l'obiettivo dei reciproci complotti che mettono a dura prova la loro relazione. Con Katherine che insegue Bobby e Mark che insegue Pam, la coppia separata ha difficoltà a raggiungersi. Miss Ellie scopre che aiutare Clayton a trovare una nuova casa a Dallas dopo la vendita della Southern Cross la soddisfa, con grande sgomento per di JR. Intanto la popolarità di JR fa capire a Donna e Ray che il risultato della sua corsa e di Bobby per la Ewing Oil potrebbe influenzare il futuro di Dave Culver al Senato. Holly va di nuovo da Bobby per un consiglio. Lucy e Mickey nel frattempo raggiungono un'intesa.
- Altri interpreti: Mary Armstrong (Louise), Roseanna Christiansen (Teresa), Tom Fuccello (Senatore Dave Culver), Ben Piazza (Walt Driscoll), Debbie Rennard (Sly), John Reilly (Roy Ralston), Danone Simpson (Kendall), Deborah Tranelli (Phyllis)

## Intrigo ai Caraibi
- Titolo originale: Caribbean Connection
- Diretto da: Patrick Duffy
- Scritto da: Will Lorin

### Trama
Bobby scopre prove che dimostrano che JR spedisce illegalmente petrolio in una nazione soggetta a embargo. JR, nel frattempo pensa di nuovo di candidarsi per una carica pubblica. Sue Ellen è preoccupata che il suo passato possa danneggiare JR per la sua possibile elezione. Intanto Pam viene spinta ulteriormente nel percorso di Mark da Cliff e Katherine. Holly va di nuovo da Bobby per un consiglio, ma JR la costringe a eseguire i suoi ordini nonostante il consiglio di Bobby. Mickey coinvolge Lucy con le sue incomprensioni con Donna e Ray. Ray si precipita ad aiutare Bobby a definire il coinvolgimento di JR nelle spedizioni illegali di petrolio.
- Altri interpreti: E.J. André (Eugene Bullock), Mary Armstrong (Louise), Tyler Banks (John Ross Ewing III), Roseanna Christiansen (Sly), Ben Piazza (Walt Driscoll), Debbie Rennard (Sly), John Reilly (Roy Ralston), Patricia Richarde (Miss Finch), Danone Simpson (Kendall)

## La stangata
- Titolo originale: The Sting
- Diretto da: Larry Elikann
- Scritto da: David Paulsen

### Trama
Bobby fa scattare la sua trappola su JR, eguagliando i due fratelli nella corsa per Ewing Oil a meno che JR non possa neutralizzare il danno fatto al suo accordo con i Caraibi. Katherine si offre di fornire informazioni a JR per aiutarlo nella loro comune rivalità con Cliff, così come Bobby. La signorina Ellie si rende conto che la separazione di Bobby e Pam potrebbe non essere temporanea. Lucy ripone la sua fiducia in Mickey, facendogli capire il motivo della sua passata freddezza. Il cartello è felice di vedere Cliff di nuovo in piedi, il che è dovuto in gran parte a Pam e Mark. Bobby incontra Mark nell'appartamento di Pam e lo scontro porta a un'ulteriore spaccatura nel matrimonio con Pam. Driscoll giura vendetta su JR, così come Holly, e JR affronta il fatto che sono solo due di una lunga lista.
- Altri interpreti: Mary Armstrong (Louise), Stephanie Blackmore (Serena), Roseanna Christiansen (Teresa), Henry Darrow (Garcia), Fern Fitzgerald (Marilee Stone), Russ Marin (Matthew), Ben Piazza (Walt Driscoll), John Reilly (Roy Ralston), Debbie Rennard (Sly), Paul Sorensen (Andy Bradley), Don Starr (Jordan Lee), Morgan Woodward (Punk Anderson)

## Fuoco sotto alle ceneri
- Titolo originale: Hell Hath No Fury
- Diretto da: Ernest Pintoff
- Scritto da: Arthur Bernard Lewis

### Trama
J.R. si prepara per il suo viaggio a Cuba. Dopo aver subito una perdita di 17 milioni di dollari, Holly dice a Bobby che è determinata eliminare i fratelli Ewing dalla sua vita. Lucy si diverte di nuovo a fare la modella e continua a vedere Mickey. Bobby incontra altri problemi meteorologici sul suo contratto canadese. JR incoraggia Katherine a muoversi su Bobby. Holly dichiara una tregua con JR e cerca di sedurlo. Bobby e Pam trascorrono la notte insieme, ma quando vuole che torni a Southfork, lei gli dice che la notte è stata "solo un momento" e quindi si lasciano di nuovo. JR cerca di costringere Driscoll a dirgli il nome del suo uomo riguardante il contratto nei Caraibi. JR e Sue Ellen appaiono di nuovo in televisione per preparare il terreno per il viaggio cubano. Ray offre a Bobby il suo sostegno finanziario nella battaglia con JR. Bobby dice a Donna e Ray che è troppo tardi per salvare il suo matrimonio. Katherine esorta Mark a portare Pam in Francia. Holly racconta a Sue Ellen della sua relazione con JR. Il Dipartimento di Stato autorizza il viaggio di JR a Cuba. Sue Ellen trova la prova dell'infedeltà coniugale di JR.
- Altri interpreti: John Anderson (Richard McIntyre), James Brown (Detective Harry McSween), William Bryant (Jackson), Roseanna Christiansen (Teresa), Fay Hauser (Annie), Kenneth Kimmins (Thornton McLeish), Ben Piazza (Walt Driscoll), John Reilly (Roy Ralston), Deborah Tranelli (Phyllis)

## Viaggio a Cuba
- Titolo originale: Cuba Libre
- Diretto da: Robert C. Thompson
- Scritto da: Leonard Katzman

### Trama
JR scopre che il nome Ewing non significa molto a Cuba quando arriva lì per negoziare le spedizioni di petrolio sue e di Holly. Prima di partire per i Caraibi, Holly promette a JR un'ampia ricompensa se riuscirà a recuperare i loro soldi. Mentre JR è via, Sue Ellen affronta Holly per smentire la sua infedeltà. La madre di Mickey fa una visita a Southfork su invito di Donna e Ray. Mickey è imbarazzato nel presentare sua madre a Lucy. Katherine mostra a Bobby un possibile modo per risolvere il suo dilemma canadese. Bobby e Cliff si incontrano accidentalmente e hanno un confronto sull'accordo canadese e sul matrimonio travagliato di Bobby. Nel frattempo, Pam e Mark si godono la Riviera insieme. Miss Ellie e Clayton sono oggetto di molte speculazioni. Ellie ha sentimenti che non vuole affrontare.
- Altri interpreti: John Anderson (Richard McIntyre), Roseanna Christiansen (Teresa), Henry Darrow (Garcia), Alice Hirson (Mavis Anderson), Britt Leach (Sperry), Robert Pinkerton (Elliot), Kate Reid (Lil Trotter), Debbie Rennard (Sly), Hansford Rowe (Andrew Forrest), Susan Saldivar (Maria), Danone Simpson (Kendall), Don Starr (Jordan Lee), Deborah Tranelli (Phyllis), Morgan Woodward (Punk Anderson)

## Ragnatela
- Titolo originale: Tangled Web
- Diretto da: Nicholas Sgarro
- Scritto da: David Paulsen

### Trama
L'accordo cubano di JR crea una serie di eventi che coinvolgono Bobby, Pam, Sue Ellen e Holly. Le illusioni di Bobby sulla gara alla pari che sta avendo con JR per Ewing Oil vengono infrante da una scatola di sigari cubani. Bobby scopre che Pam è in Francia con Mark, dove vengono scoperti da amici di Dallas. Ray confessa a Lil che Jock era suo padre. Afton difende Cliff e ordina a Katherine di uscire dalla loro casa. La signorina Ellie è preoccupata per la relazione tra Clayton e Sue Ellen e non è sicura di credere alla spiegazione di Clayton. Sue Ellen fa una scoperta devastante.
- Altri interpreti: Tyler Banks (John Ross Ewing III), William Bryant (Jackson), Nate Esformes (Perez), Dennis Holahan (George Walker), Kenneth Kimmins (Thornton McLeish), Kate Reid (Lil Trotter), Debbie Rennard (Sly), Jacqueline Ray Selleck (Marie Walker), Danone Simpson (Kendall)

## L'incidente
- Titolo originale: Things Ain't Goin' Too Good at Southfork
- Diretto da: Gunnar Hellström
- Scritto da: Leonard Katzman

### Trama
Sue Ellen torna a bere dopo aver scoperto JR nella camera da letto di Holly. Sue Ellen chiede aiuto a Clayton e Miss Ellie non riesce a capire quando li trova insieme. Pam torna per affrontare Bobby e affronta la decisione di aiutare suo marito nella sua lotta per Ewing Oil, e forse perderlo per sempre, o non aiutarlo e forse perderlo a causa di Katherine. Lucy e Mickey cercano di aiutare Sue Ellen, con tragici risultati.
- Altri interpreti: Delores Cantú (Doris), Roseanna Christiansen (Teresa), Eric Farlow (Christopher Ewing), Kenneth Kimmins (Thornton McLeish), Kate Reid (Lil Trotter), Debbie Rennard (Sly), Deborah Tranelli (Phyllis)

## Penultimo atto
- Titolo originale: Penultimate
- Diretto da: Nick Havinga
- Scritto da: Howard Lakin

### Trama
Lucy incolpa amaramente Sue Ellen per l'incidente che ha ferito Mickey. Il clan Ewing si riunisce all'ospedale di emergenza dove Sue Ellen e Mickey sono stati portati dopo l'incidente d'auto sulla strada di Southfork. Lucy è particolarmente arrabbiata perché i dottori non la lasciano entrare nella stanza in cui stanno curando Mickey e si scaglia contro Sue Ellen per la sua guida in stato di ebbrezza. Ray si incolpa per aver portato Mickey in Texas dalla sua casa in Kansas. Clayton affronta JR per le azioni che hanno riportato Sue Ellen a cercare rifugio nell'alcol. Bobby incolpa Holly per l'intrigo che ha organizzato. 
- Altri interpreti: Roseanna Christiansen (Teresa), Barry Corbin (Sceriffo Fenton Washburn), Michael Cornelison (Dr. Snow), Eric Farlow (Christopher Ewing), Alice Hirson (Mavis Anderson), Joe Maross (Dr. Blakely), Kate Reid (Lil Trotter), Danone Simpson (Kendall), Deborah Tranelli (Phyllis), Morgan Woodward (Punk Anderson), John Zaremba (Dr. Harlan Danvers)

## Inferno in casa Ewing
- Titolo italiano alternativo: L'incendio
- Titolo originale: Ewing Inferno
- Diretto da: Leonard Katzman
- Scritto da: Arthur Bernard Lewis

### Trama
Ray fa pressioni sullo sceriffo Washburn per trovare l'automobilista che si è schiantato contro l'auto in cui si trovavano Sue Ellen e Mickey. Holly vuole pagare a rate i suoi 20 milioni di dollari a JR ma JR si oppone. JR riceve uno schiaffo in faccia da Pam durante una discussione sul suo viaggio in Francia. Le condizioni di Mickey continuano ad essere molto gravi e Lil arriva addirittura a dire che forse sarebbe stato meglio se fosse morto sul colpo. JR dice a Bobby che dovrebbero prendere in considerazione di fermare la lotta per il controllo di Ewing Oil. Pam vuole il divorzio. Clayton convince Ellie a prendersi una pausa dai problemi familiari e ad andare via con lui. Katherine cerca di consolare Bobby dopo che ha ricevuto la notizia del divorzio. Ray scopre che Walt Driscoll stava guidando l'auto che ha colpito Mickey e Sue Ellen, spingendolo a incolpare JR per le ferite di Mickey. Ray e JR si impegnano in una terribile rissa provocando un grave incendio a Southfork. JR, Ray, Sue Ellen e John Ross sono intrappolati mentre le fiamme avvolgono il ranch.
- Altri interpreti: Tyler Banks (John Ross Ewing III), Roseanna Christiansen (Teresa), Barry Corbin (Sceriffo Fenton Washburn), John Devlin (Clouse), Eric Farlow (Christopher Ewing), Kate Reid (Lil Trotter), Ben Piazza (Walt Driscoll), Debbie Rennard (Sly), Danone Simpson (Kendall), Deborah Tranelli (Phyllis), John Zaremba (Dr. Harlan Danvers)